# Вејнрајт (Оклахома)
Вејнрајт (енгл. Wainwright) град је у америчкој савезној држави Оклахома.

## Демографија
По попису из 2010. године број становника је 165, што је 32 (-16,2%) становника мање него 2000. године.
| Група             | 2000.       | 2010.       |
| Белци             | 151 (76,6%) | 118 (71,5%) |
| Афроамериканци    | 10 (5,1%)   | 0 (0,0%)    |
| Азијати           | 0 (0,0%)    | 0 (0,0%)    |
| Хиспаноамериканци | 6 (3,0%)    | 0 (0,0%)    |
| Укупно            | 197         | 165         |